# Het lied van ijs en vuur
Het lied van ijs en vuur (Engels: A Song of Ice and Fire) is een high fantasy-serie geschreven door de Amerikaanse auteur en scenarioschrijver George R.R. Martin.
Martin begon met het schrijven van de serie in 1991 en het eerste deel verscheen in 1996 in de Verenigde Staten. Het originele idee betrof een trilogie, maar gaandeweg werd ingezien dat de complexiteit van het verhaal te groot was; er werden daarom vier extra titels aangekondigd.
Er zijn tevens drie prequels verschenen en verschillende staan gepland voor publicatie. Een van deze novelles ontving een Hugo Award. De serie werd in meer dan twintig talen vertaald en haalde meerdere keren de top van de New York Times-bestsellerslijst. Alleen al in de Verenigde Staten heeft de serie meer dan 4,5 miljoen exemplaren verkocht en wereldwijd meer dan zeven miljoen. Er verschenen ook andere afgeleide werken, waaronder de televisieserie Game of Thrones.

## Wereld
Het verhaal van Het lied van ijs en vuur speelt zich af in een fictieve middeleeuwse wereld, vooral op het continent Westeros, maar ook op het nabijgelegen Essos. De wereld is losjes gebaseerd op de periode van de Rozenoorlogen in het 15e-eeuwse Engeland, maar bevat ook enkele bovennatuurlijke elementen. De meeste personages in de boeken zijn menselijk, maar door de serie heen worden ook andere rassen voorgesteld, zoals de mysterieuze Anderen uit het verre Noorden en de machtige draken. In de wereld worden verschillende talen gesproken. Voor de televisieserie kreeg taalkundige David J. Peterson de opdracht om op basis van de in de boeken gegeven tekst het Dothraki en het Valyriaans tot volledige taal uit te werken.
Er zijn drie belangrijke verhaallijnen in de serie: de oorlog om de troon van Westeros tussen verschillende adellijke families; de groeiende dreiging van de Anderen in het Noorden; en de ambities van Daenerys Targaryen, de verstoten dochter van een vijftien jaar eerder vermoorde koning, die met haar draken de troon van Westeros wil opeisen.

## Stijl
Het lied van ijs en vuur kenmerkt zich door een grote verscheidenheid aan personages en verhaallijnen. De serie wordt verteld in derde persoon enkelvoud en door de ogen van verschillende personages. Tegen het einde van het vijfde boek zijn er 31 personages gepasseerd uit wier perspectief we de gebeurtenissen hebben meegemaakt. Doordat het verhaal vanuit verschillende perspectieven verteld wordt is het vaak lastig om een eenduidige protagonist of antagonist aan te wijzen. Ook worden belangrijke personages regelmatig gedood, waardoor de lezer er nooit van uit kan gaan dat zijn of haar helden zullen overleven.
Hoewel het een fantasyserie is, worden de boeken geroemd om hun realisme. Zeker in de eerste boeken spelen oorlogen en intriges een veel grotere rol dan magie, hoewel de rol van magie in de loop van de serie toeneemt. De boeken bevatten ook veel geweld, seksualiteit en ethische dilemma's waarmee personages geconfronteerd worden.

## Adaptaties

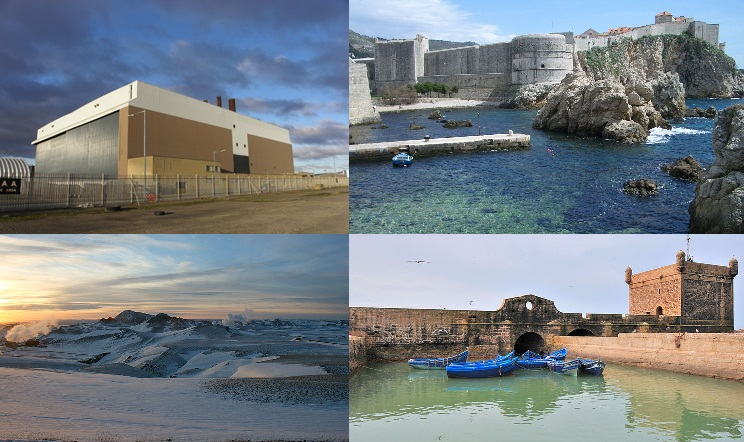
Filmlocaties van het derde seizoen van de televisieserie: Noord-Ierland, Kroatië, IJsland en Marokko.

In maart 2010 gaf Home Box Office groen licht voor de opnames van Game of Thrones, een televisieserie gebaseerd op Het lied van ijs en vuur. David Benioff en Dan Weiss stonden in voor het scenario en de productie. De eerste aflevering werd uitgezonden op 17 april 2011 en trok meer dan twee miljoen kijkers. In mei 2019 werd de serie na acht seizoenen en 73 afleveringen voltooid.
Naast boeken en een televisieserie zijn er ook diverse computergames en roleplayinggames ontwikkeld. Zo heeft het Franse bedrijf Cyanide aangekondigd dat het in samenwerking met Martin een videogame gaat ontwikkelen die gebaseerd is op de televisieserie. Ook zijn er een stripverhaal, een German-style board game en een ruilkaartspel van de franchise verschenen.

## Boeken

### Het lied van ijs en vuur
1. 1996 - Het spel der tronen
2. 1998 - De strijd der koningen
3. 2000 - Een storm van zwaarden, bestaande uit twee boekdelen. Deel één: Staal en sneeuw. Deel twee: Bloed en Goud
4. 2005 - Een feestmaal voor kraaien
5. 2011 - Een dans met draken, bestaande uit twee boekdelen. Deel één: Oude vetes, nieuwe strijd. Deel twee: Zwaarden tegen draken.

Martin kondigde aan dat na het vijfde deel, A Dance with Dragons, nog twee andere delen zullen volgen: The Winds of Winter en A Dream of Spring.

### Bijkomende werken
- 1996 - Blood of the Dragon (novelle)
- Verhalen van Dunk en Ei
  - 1998 - The Hedge Knight (De hagenridder)
  - 2003 - The Sworn Sword (De eed van trouw)
  - 2010 - The Mystery Knight (De onbekende ridder)
- 2014 - The World of Ice and Fire (geschreven in samenwerking met Elio Garcia en Linda Antonsson)
- 2018 - Fire and Blood (Vuur en Bloed); een geschiedenis van de Targaryen-koningen

## Prijzen
- 1996 - Het spel der tronen - Locus Award-winnaar, genomineerd voor een Nebula en de World Fantasy Awards 1997)
- 1998 - De strijd der koningen - Locus Award-winnaar, genomineerd voor de Nebula Award (1999)
- 2000 - Een storm van zwaarden - Locus Award-winnaar, genomineerd voor de Hugo en Nebula Award (2001)
- 2005 - Een feestmaal voor kraaien - Hugo, Locus en British Fantasy Award-nominatie (2006)